# 勅使河原由佳子
勅使河原 由佳子（てしがわら ゆかこ、1981年〈昭和56年〉2月16日 - ）は、東海テレビ放送の社員。元アナウンサー。

## 人物・経歴
愛知県名古屋市出身。身長157cm。
滝中学校・高等学校、慶應義塾大学環境情報学部卒業後、2004年に東海テレビ放送入社。学生時代は全日本青少年英語弁論大会で優勝したことがある。慶大在学中の2001年には、フジテレビ『すぽると!』内でF1コーナーを担当したり、フジテレビ739（現：フジテレビONE）『モータースポーツパラダイス』のアシスタントとして出演していた。その関係でモータースポーツライセンスの国内A級を所持している。
2008年、結婚退社した武藤祐子の後任として「めざましテレビ」の東海テレビ中継担当リポーターに抜擢、11月24日の愛知県豊田市の香嵐渓からの紅葉中継で番組初登場を果たす。実際は4月から担当なのだが、番組が全国中継枠を大きく減らしていた影響もあり就任より7か月遅れてのデビューとなった。
また地元出身であるため、成嶋早穂とともに東海テレビの地デジ大使を務め、愛知・岐阜・三重の他局にも積極的に出演している。
2010年7月、ブログ内で結婚を発表。2011年8月4日に担当番組「ぴーかんテレビ」出演中に不祥事（セシウムさん騒動）が起こり、その後番組打ち切りとなる。その際、同時出演中の福島智之アナウンサーと共に謝罪している。
2011年10月17日のブログで妊娠8ヶ月であることが明らかになった。2012年1月、女児を出産。2012年9月、産休から復帰。2014年6月から再び産休へ入り、男児を出産後、2016年4月より復帰した。
2022年12月、アナウンス部から社長室CSR推進部に異動した。

## エピソード
- 2011年7月11日の『めざましテレビ』の「めざましライフエイドキャラバン」（三重県多気郡大台町から中継）でお天気キャスターの長野美郷と共演[1]。長野は愛知県出身であり、実家で勅使河原の出演した番組をよく見ていたため、共演をとても喜んでいた[2]。
- 「幼い頃から野球（中日ドラゴンズ）が大好き。」、「小学2年生からアナウンサーを夢見ている。」、「お台場にフジテレビが移転したとき、社屋内展示の『プロ野球ニュース』のセットに一般人で一番に触れたのは自分である。」と大学時代に自身のホームページで明かしていた。
- かつて『モータースポーツパラダイス』で1年間共演していた、元バレーボール日本代表選手の大林素子とは友人関係にあり、2006年6月17日放送の「たかじん胸いっぱい」（関西テレビ）で勅使河原の愛称「テッシー」と呼ばれていた（勅使河原本人は最後のコーナー“イヤ～ン見ないで財布の中身○万円ピッタンコゲーム!”のVTRのみでの出演）。

## 出演番組

### 過去
- すぽると!（大学時代、F1コーナーアシスタント）
- ドランク魂!
- コピッて!
- ドランキュ!（ - 2007年3月）
- CINEMA★KING
- タカアンドトシの音楽魂か!〜World Indies Festival 2007〜
- 名古屋国際女子マラソン（2005年 - 2010年 、競技場インタビュー）
- やっぱイチバン☆もっとパラダイス
- ぴーかんテレビ（リポーター）
- ドラゴンズTODAY
- わんだほ
- ガールズ×ガールズ（ナレーション、2009年10月から）
- めざましテレビ（全国中継 ※不定期)
- スタイルプラス（リポーター）
- FNN 東海テレビスーパーニュースWEEKEND（キャスター、2013年4月 - 2014年5月）

- SKE48のバズらせます!!  (ナレーション)
- その他地デジ関連の各種番組・イベント
- スイッチ! (これありッ!)
- 愛知県議会だより
- FNN Live News days（ローカルパート）
- FNN Live News α（ローカルパート）
- FNN東海テレニュース
- めざましテレビ（ローカルパート）
- めざましどようび（ローカルパート）
- S-PARK（ローカルパート）
- 中日新聞テレビ日曜夕刊（キャスター、2013年4月 - 2014年5月。2022年4月17日‐　【國生千代とのシフト制】）